# Buell Neidlinger
Buell Neidlinger (Nueva York, 2 de marzo de 1936 – Whidbey Island, 16 de marzo de 2018) fue un violonchelista y contrabajista estadounidense. Ha trabajado con una variedad de intérpretes de pop y jazz, de manera destacada con el pianista iconoclasta Cecil Taylor en las décadas de 1950 y 1960.

## Biografía
Nació en la ciudad de Nueva York de Jane Buell y Roger Nidlinger. Se crio en Westport, Connecticut, donde su padre dirigía un negocio de transporte de carga. Tocó el violonchelo en su juventud y comenzó a estudiar contrabajo después de que un profesor de música se lo recomendara para fortalecer sus manos. Tomó lecciones del bajista de jazz Walter Page. En su adolescencia, Neidlinger sufrió un ataque de nervios que atribuyó a la presión de ser percibido como un niño prodigio del violonchelo. Mientras estaba institucionalizado, conoció al pianista de jazz Joe Sullivan, que estaba en tratamiento por alcoholismo.
Abandonó la Universidad de Yale después de un año, donde había estado estudiando música orquestal. Se mudó a la ciudad de Nueva York y comenzó a tocar en varios escenarios de jazz. Se unió al grupo de Cecil Taylor en 1955, tocó con Herbie Nichols y grabó extensamente con los grupos de Taylor con Steve Lacy y con Archie Shepp, entre otros, hasta 1961 También estuvo involucrado con nuevas direcciones en la música clásica (John Cage, Mauricio Kagel, George Crumb) y la música Third Stream de Gunther Schuller.
En 1971, se mudó a California. Se convirtió en el bajista principal de la Orquesta de Cámara de Los Ángeles y también fue el bajista principal de la orquesta de estudio de Warner Bros. durante 30 años. Trabajó extensamente como orquestal y como bajista de sesión antes de convertirse en educador musical en el Conservatorio de Nueva Inglaterra y CalArts. Junto con Marty Krystall fundó K2B2 Records. Las sesiones en las que Neidlinger actuó como intérprete de cuerdas incluyeron <i>I Left My Heart In San Francisco</i> de Tony Bennett y Hotel California de los Eagles.
Durante un breve período en la primavera de 1974, tocó el bajo con Jerry García, David Grisman y otros en la Great American String Band. La Great American String Band tocó música de hierba azul y raíces estadounidenses en el Área de la Bahía y sus alrededores durante aproximadamente tres meses.
En 1983, actuó en el lanzamiento de Antilles Records Swingrass '83. En 1997, se mudó a Whidbey Island, estado de Washington. Allí, tocó en una banda llamada Buellgrass, que incluía al violinista Richard Greene y presentaba su versión de música bluegrass. La cuarta esposa de Neidlinger, Margaret Storer, también era bajista. Tocaron música barroca con amigos; él tocaba el violonchelo, mientras ella tocaba el violín.
Su última grabación fue The Happenings, acompañada por Howard Alden a la guitarra y Marty Krystall al clarinete bajo y flauta, lanzada en diciembre de 2017.

## Discografía selecta

### Como líder
- 1961: New York City R&B (Barnaby) con Cecil Taylor
- 1980: Ready for the 90's (K2B2 2069) as Krystall Klear y the Buells
- 1981: Our Night Together (K2B2 2169) as Krystall Klear y the Buells
- 1983: Big Day at Ojai (K2B2 2369) as Buellgrass
- 1983: Marty's Garage (K2B2 2269)
- 1987: Thelonious (K2B2 2569)
- 1987: Buell Neidlinger Quartet Live at Ravenna Jazz '87 con Special Guest Steve Lacy (K2B2 3969) con Steve Lacy
- 1989: 2 by 2 (K2B2 4169) con Anthony Braxton
- 1989: The Complete Candid Recordings of Cecil Taylor y Buell Neidlinger (Mosaic) con Cecil Taylor
- 1989: Aurora (Denon 73148) as Aurora
- 1990: Big Drum (K2B2 3069)
- 1991: Locomotive (Soul Note)
- 1995: Blue Chopsticks – A Portrait of Herbie Nichols (K2B2 3169)
- 1996: Across the Tracks (K2B2 6923)
- 1997: Rear View Mirror (K2B2 2969)
- 2001: Thelonious Atmosphere (K2B2 3269)
- 2005: All Strung Out. Adventures in Buellgrass. (K2B2 3569)
- 2005: Krystall Klear y the Buells - This Way Is West (K2B2 3369)
- 2009: Basso Profundo (Vivace 8001)

### Como acompañante
Con Darol Anger
- 1999: Diary of a Fiddler (Compass)

Con Bee Gees
- 1968: I Started A Joke (Capitol Records)

Con Rubén Blades
- 1988: Nothing But the Truth (Elektra)

Con Anthony Braxton
- 1987: Six Monk's Compositions (Black Saint)

Con Natalie Cole
- 1991: Unforgettable (Elektra)

Con RyCoder
- 1987: Get Rhythm (Warner Bros.)

Con Stewart Copeland
- 1983: Rumblefish (Original Motion Picture Soundtrack) (A&M)

Con Diane Schuur
- 1992: In Tribute (GPR)

Con Lionel Richie
- 1982: Lionel Richie (Motown)

Con Elvis Costello
- 1989: Spike (Warner Bros.)

Con Lindsey Buckingham
- 1992: Out of the Cradle (Mercury)

Con Earth, Wind, & Fire
- 1980: Faces (Columbia)

Con Michael Bolton
- 1992: Timeless: The Classics (Columbia)
- 1996: This Is The Time: The Christmas Album (Columbia)

Con Curtis Stigers
- 1995: Time Was (Arista)

Con Duane Eddy
- 1987: Duane Eddy (Capitol)

Con Yvonne Elliman
- 1979: Yvonne (RSO)

Con Neil Diamante
- 1977: I'm Glad You're Here con Me Tonight (Columbia)

Con Richard Greene
- 1979: Ramblin' (Rounder)
- 1997: Sales Tax Toddle (Rebel)
- 1996: Wolves A' Howlin' (Rebel)

Con Jimmy Giuffre
- 1960: The Jimmy Giuffre Quartet in Person (Verve)

Con Kenny Rogers
- 1985: The Heart of the Matter (RCA)
- 1994: Timepiece (143)

Con Clint Black
- 1993: No Time to Kill (RCA)
- 1994: One Emotion (RCA)

Con David Grisman
- 1978: Hot Dawg (Horizon)

Con Leo Kottke
- 1986: A Shout Toward Noon (Private Music)
- 1988: Regards from Chuck Pink (Private Music)

Con Steve Lacy
- 1958: Soprano Sax (Prestige)
- 1959: Reflections (New Jazz)

Con Roy Orbison
- 1989: Mystery Girl (Virgin)
- 1992: King of Hearts (Virgin)

Con Peter Allen
- 1976: Taught by Experts (A&M)

Con Jean-Luc Ponty y Frank Zappa
- 1970: King Kong (World Pacific)
- 1976: Cantaloupe Island (Blue Note)

Con Van Dyke Parks
- 1972: Discover America (Warner Bros.)
- 1989: Tokyo Rose (Warner Bros.)

Con Sam Phillips
- 1988: The Indescribable Wow (Virgin)

Con Bonnie Raitt
- 1994: Longing in Their Hearts (Capitol)

Con Peter Rowan
- 1978: Peter Rowan (Flying Fish)
- 1996: Bluegrass Boy (Sugar Hill)

Con Bob Seger
- 1991: The Fire Inside (Capitol)
- 1995: It's a Mystery (Capitol)

Con Frank Sinatra
- 1993: Duets (Capitol)

Con Pops Staples
- 1992: Peace to the Neighborhood (PointBlank)

Con Ringo Starr y Harry Nilsson
- 1988: Stay Awake: Various Interpretations of Music from Vintage Disney Films (A&M)

Con Barbra Streisand
- 1994: Ordinary Miracles (Columbia)

Con Cecil Taylor
- 1956: Jazz Advance (Transition)
- 1958: At Newport (Verve)
- 1959: Looking Ahead! (Contemporary)
- 1959: Love for Sale (United Artists)
- 1959: In Transition (Blue Note)
- 1960: The World of Cecil Taylor (Candid)
- 1960: Air (Candid)
- 1961: Cell Walk for Celeste (Candid)
- 1961: Jumpin' Punkins (Candid)

Con The Beach Boys
- 1988: Cocktail (Original Motion Picture Soundtrack) (Elektra)

### Grabaciones de música clásica
- Schubert: Quinteto en la mayor Op. 114 ("Trout"). Peter Serkin, Tashi (RCA ARLI1882)
- Paul Chihara: GRASS Concerto for Bass and Orchestra. Orquesta Sinfónica de Londres (Turnabout 34372)
- Respighi: Ancient Airs and Dances. Neville Marriner, Orquesta de Cámara de Los Ángeles (Angel CDC - 7471162)
- Neville Marriner, Orquesta de Cámara de Los Ángeles (Angel 537081)
- Neville Marriner, Orquesta de Cámara de Los Ángeles (Argo ZRG 792)
- Basso Profundo. Solo bass y chamber music by Bussotti, Rosenman, Kagel, Xenakis y Ceely (Vivace)